# جبل جون لوري
جبل جون لوري هو جبل في جبال روكي الكندية، ويقع في مقاطعة ألبرتا الكندية.

## التسمية
اسمه رسميا جبل جون لوري منذ عام 1961، ومن المعروف أيضا باسم جبل لوري، أو من قبل الناكودا اسم جبل يامنسكا، أو ببساطة يامنسكا.  يامنسكا يترجم إلى «جدار الحجر». «يامنسكا» مشتق من كلمة لغة الناكودا "Iyamnathka" التي تصف المنحدرات الحادة أو «الجبل ذو الوجه المسطح».
كان جون لي لوري، 1899-1959، مؤسس الرابطة الهندية لألبرتا. جاءت إعادة تسمية الجبل عام 1961 بناءً على طلب ستوني ناكودا فيرست ناشيونال. لوري، أستاذ وناشط سياسي، شغل منصب سكرتير الرابطة الهندية لألبرتا في الفترة من 1944 إلى 1956، حيث عزز قضايا الشعوب الأصلية في ألبرتا.

## التسلق
يقف جبل جون لوري عند حوالي 2,240 م (7,350 قدم) فوق مستوى سطح البحر،  وهو الجبل الأول على الجانب الشمالي من وادي نهر باو (وادي القوس) فور خروجه من الجبال لسفوح والبراري ألبرتا. يقع بالقرب من كالغاري، إنه «تدافع كبير» شعبي. وهو أيضًا وجهة شهيرة لتسلق الصخور، تنتشر عبر وجهه أكثر من 100 طريق للتسلق من جميع مستويات الصعوبة.

## الجيولوجيا
جبل جون لوري هو نتيجة صدع الدسر ماكونيل ثارت، الذي وضع مقاوم، شَكّل جرف صخر الكربونات من العصر الكامبري لتكوين إلدون على رأس التكوين من العصر الطباشيري الأصغر سنا والأضعف بكثير، تكوين نهر بيلي الفتاتي   يمثل الصدع الذي يقع في قاعدة وجه الجرف فارق السن بحوالي 450 مليون سنة. 

## المنافذ
عند تقاطع الطريق السريع 1X والطريق السريع 1A (طريق وادي باو)، سافر شرقًا 2 كيلومتر (1.2 ميل). انتقل إلى موقف السيارات الموقّع الذي يقول "Yamnuska". 